# 博尔古纳沙达尔乌帕齐拉
博尔古纳沙达尔乌帕齐拉 (英语: Barguna Sadar Upazila) 是孟加拉国巴里萨尔专区博尔古纳县的一个乌帕齐拉。
根据1991年的孟加拉国人口普查, 博尔古纳沙达尔总人口数为219729人，其中男性人口占总人口数的50.7%，女性占49.3%。18岁以上人口有111209人。